# To the Wonder
To the Wonder ist ein US-amerikanisches Filmdrama aus dem Jahr 2012. Das Hauptthema des Films von Regisseur Terrence Malick ist das Wesen der Liebe und der Wunsch der Protagonisten nach der Ewigkeit dieses Gefühls.
In Deutschland startete der Film am 30. Mai 2013.

## Handlung
Der aus der Kleinstadt Bartlesville im US-Bundesstaat Oklahoma stammende Neil lernt auf einer Reise zum Mont-Saint-Michel die geschiedene Ukrainerin Marina kennen. Diese zieht in Paris ihre Tochter Tatiana groß. Neil stürzt sich daraufhin in eine hingebungsvolle Affäre mit Marina und gemeinsam kehren sie wenig später in Neils Heimatstadt zurück. Auch Tatiana scheint sich in den USA zunächst wohl zu fühlen. Doch die Realität holt die drei Protagonisten nach und nach ein, Tatiana wird immer unglücklicher, und auch die Beziehung beginnt langsam zu bröckeln. Marina, die sich fern ihrer Heimat immer verlorener fühlt, wendet sich an Pater Quintana, der wie sie im Exil lebt und mit seinem Glauben hadert. Neil und Marina leben sich immer mehr auseinander, sodass Marina mit ihrer Tochter nach Frankreich zurückkehrt, als ihr Visum abgelaufen ist. Neil nähert sich daraufhin seiner alten Jugendliebe Jane wieder an, die beiden beginnen eine Liaison. Als diese enger und intensiver wird, merkt Neil jedoch, dass er seine große Liebe Marina nicht vergessen kann. Auch Marina, deren Tochter inzwischen bei ihrem leiblichen Vater lebt, empfindet Sehnsucht nach Neil, sodass sie erneut in die USA zieht. Beide heiraten standesamtlich und kirchlich und führen für eine Weile eine glückliche Ehe. Mit der Zeit kommen jedoch verstärkt Streitigkeiten auf, das Ehepaar schreit sich an, es gehen Möbelstücke zu Bruch, sogar mit einem Selbstmordversuch wird gedroht. Als Marina Neil betrügt und ihm diesen Betrug beichtet, zerbricht die Beziehung endgültig. Neil nimmt sich einen Scheidungsanwalt und vertraut sich nun ebenfalls Pater Quintana an, der kurz vor einer Versetzung in eine andere Region steht, jedoch noch ein offenes Ohr für Neil hat. Es stellt sich heraus, dass die Sehnsucht von Neil und Marina nach menschlicher Liebe und das verzweifelte Ringen des Paters um die Liebe Gottes große Ähnlichkeit besitzen. Das Ende des Filmes zeigt Neil in einem Haus in den USA, während Marina durch die Felder der Normandie streift. Im Hintergrund taucht auch Mont-Saint-Michel wieder auf.

## Kritik
Der Film bekam gemischte bis negative Kritiken und bei Rotten Tomatoes erreichte To the Wonder einen Wert von durchschnittlich 41 %. In der Internet Movie Database wurde To the Wonder mit 6,0 bewertet. Bei Metascore erreichte der Film 58/100.

„Am ergreifendsten ist Terrence Malicks Absicht. Er entwickelt die Geschichte deutlich, um die unzähligen facettierten Gefühle und ihren Ausdruck zu vermitteln.“

„Dieser Film wirkt mehr wie die Parodie eines Arthouse-Films als wie ein Werk, das von einem Regisseur geschaffen wurde, der oft als Poet des Kinos bezeichnet wird.“

„Mehr lyrische Reflexion als narratives Kino, entwirft der Film mittels fließender Bilder, Off-Texten, die Gedanken der Protagonisten poetisch kondensieren, und Musik-Ton-Kollagen eine vielschichtige, mit Gegensätzen arbeitende Betrachtung menschlicher Liebe im Spannungsverhältnis von Ewigkeitssehnsüchten und Vergänglichkeit.“

## Soundtrack
| Nr. | Titel                                          | Interpret       |
| --- | ---------------------------------------------- | --------------- |
| 1.  | Awareness                                      | Hanan Townshend |
| 2.  | Parsifal: Prelude to Act One by Richard Wagner | Hanan Townshend |
| 3.  | Marina's Theme - The Wildflowers               | Hanan Townshend |
| 4.  | Marina's Theme - The Call                      | Hanan Townshend |
| 5.  | Purity#2                                       | Hanan Townshend |
| 6.  | Toil                                           | Hanan Townshend |
| 7.  | BWV No.142                                     | Hanan Townshend |
| 8.  | The Bison                                      | Hanan Townshend |
| 9.  | Deception                                      | Hanan Townshend |
| 10. | Peril                                          | Hanan Townshend |
| 11. | Purity#3                                       | Hanan Townshend |
| 12. | Awareness - The Train                          | Hanan Townshend |
| 10. | Sweet Prospect                                 | Hanan Townshend |
| 11. | Purity#4                                       | Hanan Townshend |
| 12. | Marina's Theme - Overture                      | Hanan Townshend |

## Synchronisation
| Rolle          | Schauspieler    | Deutscher Synchronsprecher |
| -------------- | --------------- | -------------------------- |
| Neil           | Ben Affleck     | Peter Flechter             |
| Marina         | Olga Kurylenko  | Sophie Ostria              |
| Jane           | Rachel McAdams  | Ranja Bonalana             |
| Pater Quintana | Javier Bardem   | Carlos Lobo                |
| Anna           | Romina Mondello | Lorella Borelli            |
| Anwalt         | Bruce Peabody   | Frank Muth                 |

## Auszeichnungen
69. Filmfestspiele von Venedig 
- Gewonnen:
  - SIGNIS Award: Terrence Malick
- Nominiert:
  - Goldener Löwe: Terrence Malick